# Sabine Brünig
Sabine Brünig (* 26. September 1956 in Osnabrück) ist eine ehemalige deutsche Politikerin (SPD).

## Leben
Sabine Brünig wuchs in einem evangelischen Pfarrhaus mit sieben Geschwistern auf. Nach dem Abitur ging sie nach Berlin und studierte an der Freien Universität Germanistik und Politik.
Als Mitglied der SPD übernahm sie Funktionen bei den Jungsozialisten in Berlin-Wilmersdorf. Am 7. Juni 1994 wurde sie als Nachrückerin für Joachim Niklas Mitglied des Abgeordnetenhauses von Berlin (bis 1995).
Von 1986 bis 1988 war Brünig Promotionsstipendiatin der Hans-Böckler-Stiftung, konnte jedoch ihre Doktorarbeit Gewerkschaftliche Gegenstrategien gegen multinationale Konzerne aus familiären Gründen nicht abschließen.
Nach der Wende wurde sie Lehrerin im Schuldienst des Landes Brandenburg, Fachschaftsleiterin Deutsch am deutsch-polnischen Gymnasium in Neuzelle, später am Städtischen Gymnasium I „Karl-Liebknecht“ in Frankfurt (Oder).
2010–2018 war sie Lehrerin an deutschen Schulen in Rumänien im Rahmen des Lehrerentsendeprogrammes (der Zentralstelle für das Auslandsschulwesen); insbesondere an der Bergschule in Schäßburg/Sighișoara.